# Tętnica podstawna
Tętnica podstawna (łac. arteria basilaris) – w anatomii człowieka pojedyncza tętnica powstająca z połączenia obu tętnic kręgowych. Biegnie w bruździe podstawnej mostu, na swoim przebiegu oddając liczne drobne gałęzie, a następnie w dole międzykonarowym dzieli się na tętnice tylne mózgu. Jej gałęzie unaczyniają m.in. płaty potyliczne i skroniowe mózgu, most, móżdżek oraz ucho wewnętrzne. Rozgałęzienie końcowe tętnicy podstawnej jest elementem koła tętniczego mózgu.

## Przebieg
Nieparzystą tętnicę podstawną tworzą obie tętnice kręgowe łącząc się na stoku kości potylicznej. Tętnica biegnie ku górze, pośrodkowo (tylko u 15–25% osób w linii prostej, z wiekiem wygina się bocznie od płaszczyzny pośrodkowej) w bruździe podstawnej mostu, ku jego górnemu brzegowi, gdzie dzieli się na gałęzie końcowe – tętnice tylne mózgu. Jej długość odpowiada wymiarowi powierzchni brzusznej mostu w płaszczyźnie pośrodkowej.

## Gałęzie
Tętnica podstawna oddaje na przebiegu:
- Tętnicę błędnika – parzystą, cienką, odchodzącą od środkowego odcinka tętnicy podstawnej lub od tętnicy dolnej przedniej móżdżku. Biegnie bocznie razem z nerwem przedsionkowo-ślimakowym i wstępuje do przewodu słuchowego wewnętrznego unaczyniając struktury ucha wewnętrznego[5][6].
- Gałęzie mózgowe (w kolejności odejścia):
  - Tętnicę dolną przednią móżdżku – parzystą, odchodzącą z dolnego lub środkowego odcinka tętnicy podstawnej. Biegnie ku tyłowi na przednią powierzchnię móżdżku, gdzie krzyżuje nerw odwodzący w jego początkowym odcinku. Ostatecznie zespala się z tętnicą dolną tylną móżdżku[5][7].
  - Tętnice mostu, inaczej gałęzie do mostu (łac. arteriae pontis, rami ad pontem) – dzielone na gałęzie boczne i gałęzie przyśrodkowe. Gałęzie boczne to 3–5 parzystych tętnic odchodzących pod kątem prostym, rozgałęziających się do kilkunastu-kilkudziesięciu gałęzi i unaczyniających most i korzenie nerwu odwodzącego, nerwu twarzowego oraz nerwu przedsionkowo-ślimakowego. Gałęzie przyśrodkowe to tętnice odchodzące od tylnego obwodu tętnicy podstawnej, po krótkim przebiegu wnikające do mostu w bruździe podstawnej i unaczyniające most[5][8].
  - Tętnicę górną móżdżku  – parzystą, odchodzącą od końcowego odcinka tętnicy podstawnej. Tętnica kieruje się bocznie i na górnym brzegu mostu znajduje się bezpośrednio za nerwem okoruchowym (oddzielającym ją od tętnicy tylnej mózgu). W dalszym przebiegu tętnica górna móżdżku owija się wokół konarów mózgu, kieruje się ku tyłowi i wstępuje na powierzchnię górną móżdżku – tam zespala się z tętnicami tylnymi móżdżku (dolną i górną) i oddaje gałęzie do splotu naczyniówkowego komory czwartej[5][9].
  - Tętnice tylne mózgu – gałęzie końcowe, rozchodzące się pod tępym kątem od końca tętnicy podstawnej. Biegną do przodu od tętnic górnych móżdżku (rozdzielone od nich nerwami okoruchowymi, nerwami bloczkowymi i namiotem móżdżku), a następnie owijają się wokół konarów mózgu i wstępują na dolną powierzchnię płatów potylicznych. Tutaj tętnice rozgałęziają się unaczyniając płaty potyliczne i część płatów skroniowych, zespalają się z rozgałęzieniami tętnic przednich i środkowych. Na przebiegu przez istotę dziurkowaną tylną tętnice tylne mózgu oddają gałęzie unaczyniające jądra tylne mózgu oraz gałęzie do splotu naczyniówkowego komory trzeciej. Do początkowych odcinków tętnic tylnych mózgu dochodzą ponadto tętnice łączące tylne. Tym samym tętnice i rozgałęzienie, w którym mają początek, są elementami koła tętniczego mózgu[1][10].

## Odmiany
Odmianą tętnicy podstawnej jest jej rozdwojenie na krótkim odcinku nazywane wyspą naczyniową.